# Architectenwinkel
Een architectenwinkel, of architecten informatiecentrum, is een adviserende dienstverlening van architecten aan de consument, zowel huiseigenaren en huurders, die hun huis willen bouwen of verbouwen.
Zaken waarover in de architectenwinkel geadviseerd wordt zijn met name de diverse bouwkundige voorzieningen, verbeteringen aan woningen, bestemmingsplannen, onteigeningsrecht, rooilijnen en bouwvoorschriften. Sommige architectenwinkels hebben ook een archief waar de consument kan rondsnuffelen naar bijvoorbeeld informatie over bouwmaterialen. Ook kunnen er diensten aangeboden worden ten aanzien van interieur- en tuinarchitectuur.

## Ideologische insteek
De oorspronkelijke architectenwinkel beoogde laagdrempelig te zijn en was doelbewust goedkoop of gratis en is daarmee qua concept vergelijkbaar met de rechtswinkel. Door de klant bekend te maken met het takenpakket van de architect diende het tevens pr-middel voor de architect. Gehoopt werd ook dat met de architectenwinkel beunhazerij een halt toegeroepen kon worden, dat in het begin van de jaren 1980 meer dan tachtig procent van het kleinere werk wegkaapte. Door het beteugelen van beunhazerij zou niet alleen broodroof beperkt worden, maar ook een kwalitatief betere bebouwde omgeving verkregen worden.
De winkeliers zijn veelal maatschappelijk geëngageerde architecten die slechts een beperkte tijd in de architectenwinkel zitten door de spreekuren te rouleren met collega's. De klant kan vrijblijvend zijn informatie inwinnen en schetsen krijgen, maar tekenwerk wordt pas geproduceerd na overeenkomst over de vergoeding. De maatschappelijke toewijding terzijde, heeft de architectenwinkel toch een potentieel rendement. Zo besloeg de particuliere woningmarkt in Nederland anno 2016 met circa 40% een belangrijk deel van de bouwsector.

### Andere 'architectenwinkels'
De architectenwinkel van de BNA is geen beschermde entiteit en architecten die niet aangesloten zijn bij de bond kunnen de naam voeren met een commerciële insteek. Zo was de architectenwinkel aan de Prinsengracht in Amsterdam weliswaar niet duur, maar vroeg het wel degelijk om vergoeding. De architect Jan Kamp uit Nieuwstad reed rond in zijn zelfbenoemde architectenwinkel, een bestelbusje met daar achterin een tekentafel, waarmee hij tekeningen op locatie maakte. In het Amsterdamse artistiek café 'De Vogel' werd 'een soort architectenwinkel' gehouden om mensen te voorzien van 'woonadviezen onder 'n aangenaam pilsje'. Architect Jan W. Kamps maakte naam met zijn Friese Architectenwinkel.

## Geschiedenis
Eind jaren 1960 waaide uit Engeland het idee van alternatieve beroepspraktijken naar Nederland over. In Tilburg werd in 1968 de eerste wetswinkel geopend waar gratis juridische diensten werden verleend aan minder draagkrachtigen. Deze werd gevolgd door diverse andere praktijken, zoals sociale advocatencollectieven, gezondheidswinkels, belastingwinkels, en architectenwinkels.

### Jaren 1970 en '80
In 1970 werd op initiatief van het BNA het eerste architecten informatiecentrum (AIC) in Nederland opgezet. Hier waren alle architecten betrokken die actief waren in het Rijnmondgebied. Het AIC ging voorlichting, adviezen en informatie geven over verbouwen en nieuwbouw van huizen. Het was deels maatschappelijk engagement dat diverse doelen beoogde: de afstand tussen de burger en architect moest worden verkleind en de lagere (gratis) kosten zou tot meer initiatief van de man met de kleine portemonnee leiden.
Een tweede AIC volgde in 1971 in de Martinihal, te Groningen. Deze was aanleiding van een conflict tussen de BNA en de toenmalige Noordelijke Architecten Contactgroep (NAC): de NAC betichtte de NBA van discriminatie omdat zij alleen NBA leden in de architecten informatiecentrum lieten werken.
Het Limburgsch dagblad suggereerde in 1973 dat het gratis architectenspreekuurtje van de Nederlandse Praktizerende Architecten (NPA) kwam: de Geleense architect Louis Keulen runde toen de eerste zogenaamde 'architectenwinkel'. Het vrije volk meende even dat op initiatief van de gemeentelijke schoonheidscommissie van Utrecht aldaar 's lands eerste architectenwinkels kwamen, maar dat werd drie dagen later door dezelfde krant gecorrigeerd. Hierop schoten de architectenwinkels als paddenstoelen uit de Nederlandse bodem: het laagdrempelige concept van de architectenwinkel leek goed te passen de heersende egalitaire tijdgeest van de jaren 1970. Eind 1974 werd in Roden de zestiende architectenwinkel geopend en een half jaar later waren in 28 plaatsen architectenwinkels.
Hoewel het concept en doelstellingen van de AIC en de architectenwinkel praktische hetzelfde waren, presenteerde de NPA zich als de geestesvader van 'de architectenwinkel'. Het nieuwe woord 'architectenwinkel' maakte vanaf 1973 deel van de Nederlandse taal. 'Architectenwinkel' zou bij het publiek minder afstandelijk en formeel overkomen dan 'Architecten Informatiecentrum'. Ook de BNA begon van architectenwinkel te spreken en was kennelijk iets te triomfantelijk: zij werd verweten met de veren te pronken die de NPA zouden toekomen. Later zou het loze wrijving blijken te zijn, want alle beroepsverenigingen smolten op den duur samen onder de noemer van de NBA: de latere kranten suggereerden simpelweg dat de architectenwinkel een initiatief van de BNA, de BNI en de BNT zou zijn.
Niet zelden kwamen mensen van ver buiten de gemeentegrenzen gebruikmaken van de architectenwinkel. Dit was destijds problematisch omdat de bouwvoorschriften toen per gemeente zeer varieerde. Als gevolg hiervan verbraken ambtenaren in Utrecht hun samenwerking met de architectenwinkel.
De door de BNA en de NPA gepropageerde architectenwinkel was ondanks de ogenschijnlijke explosieve groei in de jaren 1970 niet alom succesvol. Er waren architectenwinkels die prima draaiden, maar ook die nauwelijks klanten trokken: ondanks de intentie de architect dichter bij de burger te brengen, zou de drempel toch vaak te hoog zijn. Er was aanvankelijk geen sprake van uniformiteit in de kwaliteit of karakter van diensten die door architectenwinkels geleverd werden. Daar probeerde de BNA eind 1975 een einde aan te maken door de ontwikkeling van de 'architectenwinkel nieuwe versie'.

### Jaren 2010-'20
In Nederland varieert het aantal winkels met de ontwikkeling van de woningmarkt. In het eerste decennium van de 21e eeuw klapte deze als gevolg van de internationale bankencrisis, waardoor er in het land weinig van deze dienstverlening over was. Toen de woningmarkt zich herstelde, werd in 2011 een onafhankelijke stichting voor de architectenwinkel opgezet met het keurmerk van de BNA om de kwaliteit van de service te garanderen. In 2016 was dit initiatief uitgegroeid tot 21 locaties over heel Nederland.